# زبان لیکیایی

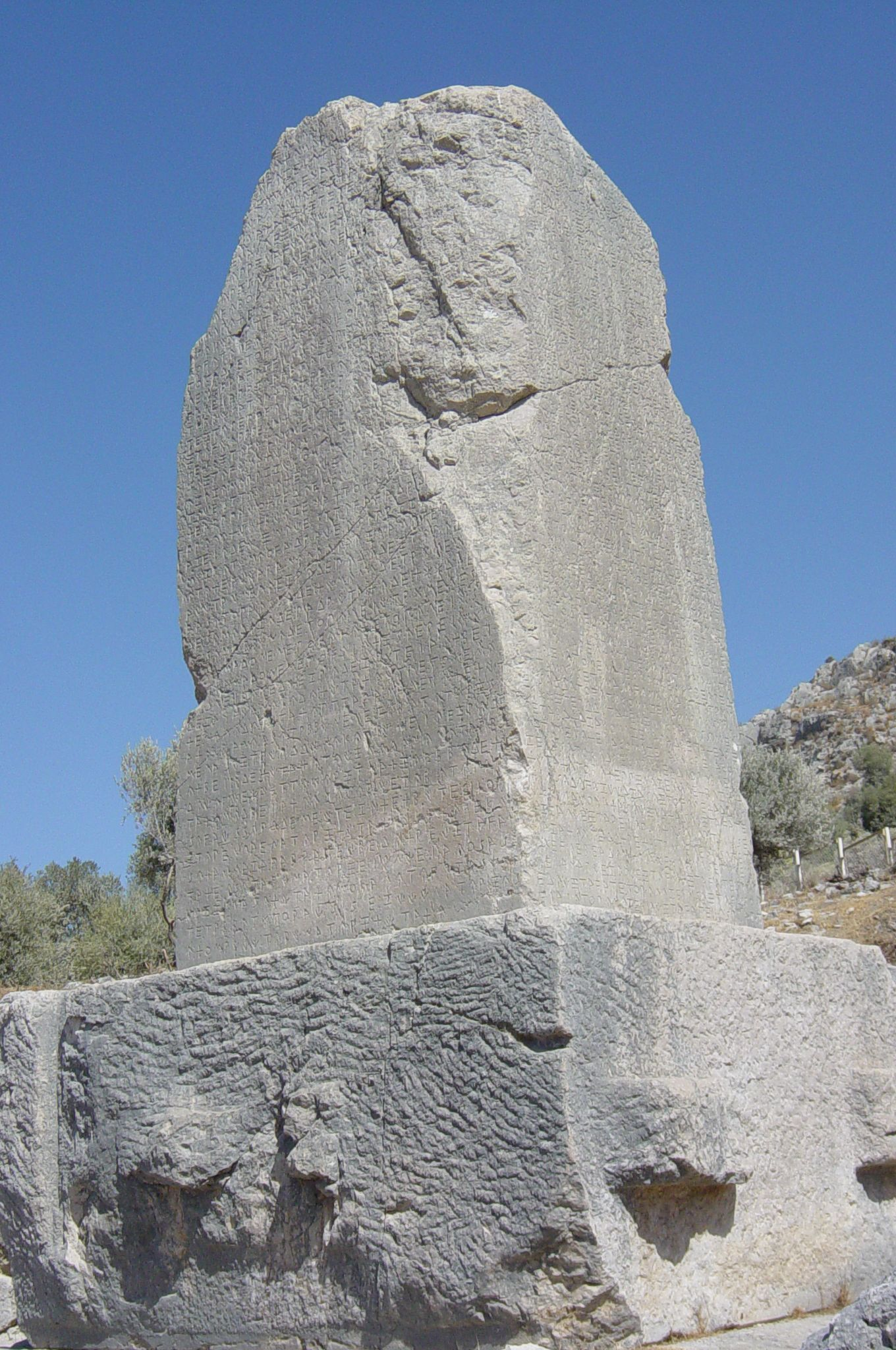
بخشی از یک کتیبه لیکیایی در ترکیه.

زبان لیکیایی (به انگلیسی: Lycian language)، از زبان‌های مرده خانواده زبانی زبان‌های هندواروپایی و از شاخه زبان‌های آناتولی آن است. این زبان در عهد آهن در منطقه لیکیه در آسیای کوچک گپ زده می‌شد. شماری از کارشناسان بر این باورند که از تبار زبان هیتی یا زبان لوویایی است. در حدود نخستین سده پیش از میلاد مسیح از میان رفت و با زبان یونانی جایگزین شد.